# Theater im Nationalsozialismus

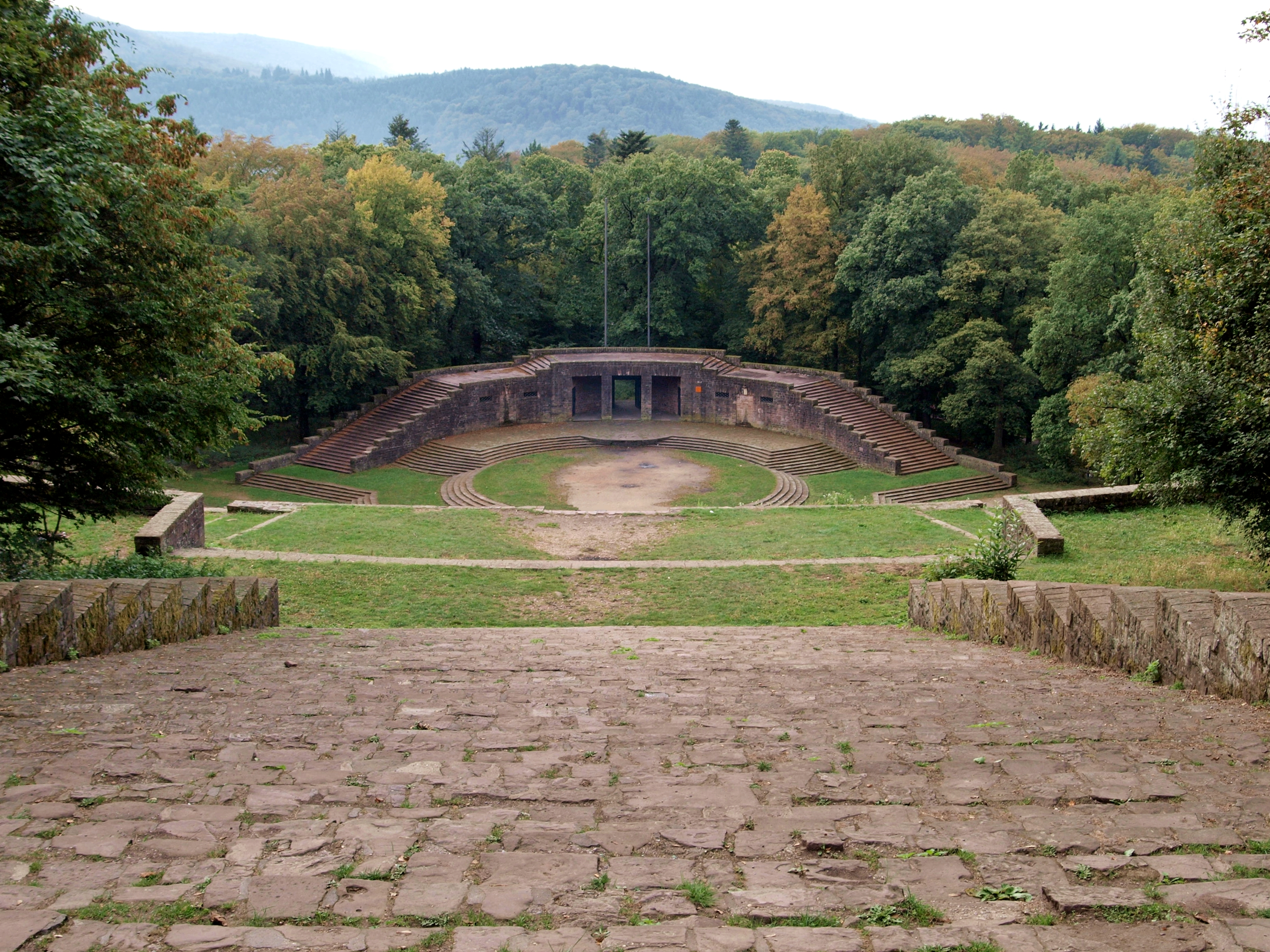
Die Thingstätte Heiligenberg bei Heidelberg (2009)

Das Theater im Nationalsozialismus von 1933 bis 1945 wurde von der Reichstheaterkammer kontrolliert. Jüdische und politisch unliebsame Schauspieler, Regisseure und Dramatiker wurden noch 1933 zu Tausenden entlassen bzw. an der Berufsausübung gehindert und oft ins Exil getrieben. Der Versuch, Thingspiele als neue Massentheaterform zu etablieren, scheiterte bereits 1935. Das gespielte Repertoire war seitdem überwiegend klassisch. 1944 wurden die reichsdeutschen Theater im Zuge des totalen Kriegs geschlossen.

## Anfänge und Autoren
Schon vor der Machtergreifung der Nationalsozialisten gründete der Theaterwissenschaftler Walter Stang 1931 ein „Dramaturgisches Büro“, das Teil des Kampfbunds für Deutsche Kultur war. Ebenso gab es seit 1932 mit der Deutschen Bühnenkorrespondenz ein erstes nationalsozialistisches Theaterfachblatt, das heftig gegen jüdische Schauspieler und Regisseure polemisierte. Gleichwohl fehlten bei Hitlers Machtübernahme 1933 zunächst klare Zuständigkeiten und kulturpolitische Konzepte für das Theater. Propagandaminister Goebbels installierte durch das Reichstheatergesetz vom 15. Mai 1934 (mit Durchführungs-Verordnung vom 18. Mai) die von ihm 1933 geschaffene Reichstheaterkammer als Kontrollorgan. Doch auch nachgeordnete Ebenen wie Gauleiter versuchten Einfluss auf den Theaterbetrieb zu nehmen. Oberster Spielplankontrolleur wurde „Reichsdramaturg“ Rainer Schlösser.
„Nicht-arische“, sozialdemokratische und kommunistische Bühnenangehörige wurden bereits mit dem Berufsbeamtengesetz 1933 entlassen, Werke jüdischer Dramatiker wurden nicht mehr aufgeführt. Etwa 4000 Bühnenkünstler entschieden sich noch im ersten Herrschaftsjahr der Nationalsozialisten für das Exil. Frithjof Trapps Handbuch des deutschen Exiltheaters (1999) enthält Kurzbiografien von mehr als 3000 ins Exil getriebenen deutschsprachigen Schauspielern und Theaterkünstlern. Bekannte Dramatiker, die ab 1933 das Deutsche Reich verließen, waren Bertolt Brecht, Ferdinand Bruckner, Walter Hasenclever, Walter Mehring, Ernst Toller und Carl Zuckmayer, namhafte geflohene Theaterregisseure waren Gustav Hartung, Leopold Jessner, Max Reinhardt und Berthold Viertel.
Demgegenüber waren im Nationalsozialismus erfolgreiche Theater-Autoren, deren Stücke von der Reichsdramaturgie als „weltanschaulich wertvoll“ eingestuft wurden, Sigmund Graff, Friedrich Forster, Walter Erich Schäfer, Heinrich Zerkaulen, Hanns Johst, Hanns Gobsch, Eberhard Wolfgang Möller, Hans Christoph Kaergel, Erwin Guido Kolbenheyer und Hermann Heinz Ortner. Die genannten Autoren erzielten im Dritten Reich zwischen 150 und – im Falle Graffs – 520 Inszenierungen. Neben Gegenwartsstücken entstanden im Nationalsozialismus insbesondere historische Schauspiele, welche Kategorien der NS-Ideologie (z. B. Blut und Boden, Führerfiguren) betonten. Hitler selbst durfte jedoch weder im Spielfilm noch im Theater dargestellt werden.
Die erste „nationale“ Spielzeit 1933/34 wurde allerdings fast überall ein Misserfolg, weil es jenen Intendanten, die aus politischen Gründen neu eingestellt worden waren, an künstlerischer Erfahrung fehlte und weil das Publikum auf die heroische Dramatik nationalsozialistischer Autoren ablehnend reagierte. Im Repertoire setzte man seitdem vor allem auf klassische Dramen, Operetten und Komödien. Unter den Klassikern standen Schiller, Goethe, Kleist (v. a. Der Prinz von Homburg) und Lessing (v. a. Minna von Barnhelm) besonders hoch im Kurs, während es keines ausdrücklichen Verbotes bedurfte, um Lessings aufklärerischen, toleranten Nathan den Weisen ab 1933 von den Bühnen verschwinden zu lassen.

## Thingstätten und Theaterhäuser

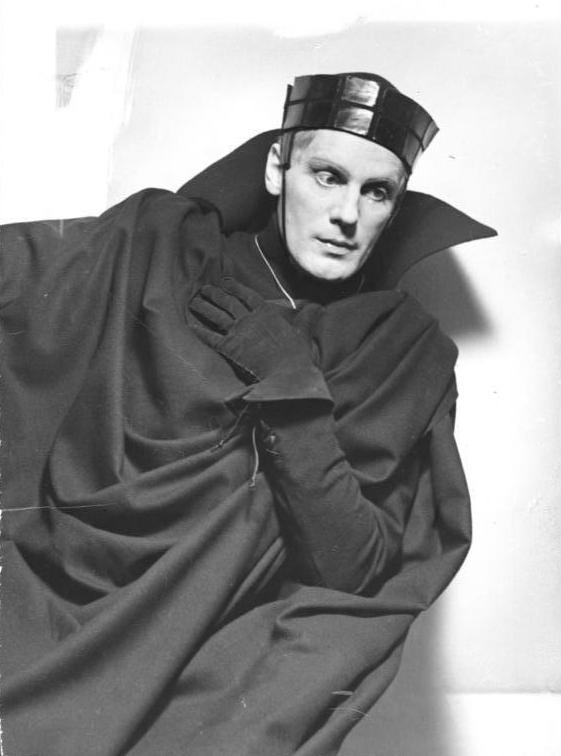
Gustaf Gründgens als Hamlet im Staatlichen Schauspielhaus Berlin 1936

Bis 1935 versuchten die nationalsozialistischen Machthaber, sogenannte „Thingplätze“ bzw. „Thingstätten“ als Freilichtbühnen für Massentheaterstücke zu etablieren. Hier fehlte es jedoch an Zuspruch durch das bürgerliche Publikum, so dass das Regime schließlich ganz auf die traditionelle Guckkastenbühne setzte. Weitere Gründe, die zum frühen Scheitern der Thingspielbewegung führten, waren der Mangel an geeigneten Stücken bzw. die Dürftigkeit der vorhandenen Texte, der Tod des Reichstheaterkammer-Präsidenten Otto Laubinger 1935 sowie der Umstand, dass die Thingspiele wie eine Konkurrenz zu „echten“ Massenveranstaltungen des Regimes wirkten, nur ohne Anwesenheit des „Führers“. Die Thingplätze wurden seit 1936 für Kundgebungen, Sonnenwendfeiern, Fahnenweihen oder Inszenierungen klassischer Dramen benutzt.
Nachdem die Weltwirtschaftskrise in den letzten Jahren der Weimarer Republik zu Sparmaßnahmen auch im Kulturbetrieb gezwungen hatte, erhöhte das nationalsozialistische Regime die Theater-Subventionen deutlich. Als Ausdruck der angestrebten nationalen Blüte wurden viele Spielstätten renoviert, neue Theater eröffnet (z. B. Gelsenkirchen, Dessau) und Zusammenlegungen (z. B. Duisburg-Bochum, Münster-Osnabrück) rückgängig gemacht. Zwischen 1933 und 1941 wuchs die Zahl der Theaterhäuser von 147 auf 248. Außerdem vergab das Propagandaministerium direkte Sonderzuwendungen an einzelne Theater; die jährlich hierfür aufgewendete Summe stieg von fast 10 Millionen RM 1934 bis auf 45 Millionen RM 1942. Im Gegenzug konnte das Ministerium an den geförderten Bühnen auf Spielpläne und Personalentscheidungen direkten Einfluss nehmen. Eine vollständige Kontrolle der deutschen Theaterarbeit gelang dem Regime jedoch nie, und die Regisseure Gustaf Gründgens, Heinz Hilpert und Jürgen Fehling kritisierten in einigen Inszenierungen die nationalsozialistischen Machthaber subtil.

## Zweiter Weltkrieg
Der Kriegsausbruch 1939 bedeutete keinen entscheidenden Einschnitt für die deutschen Theater, im Gegenteil stiegen die Zuschauerzahlen bis 1943, ebenso die staatlichen Fördermittel. Dennoch stellte der zunehmende Luftkrieg und die Einberufung männlicher Schauspieler die Theaterleitungen vor Probleme. Das Repertoire wurde den politischen Bedürfnissen angepasst, z. B. indem in der Spielzeit 1939/40 die Anzahl der Stücke des heiteren Genres auf 70 % anstieg, um die Bevölkerung abzulenken und zu unterhalten. Shakespeare, der den Nationalsozialisten grundsätzlich als „deutscher Klassiker“ galt, in dessen Werk sich „urdeutsche Züge“ fänden, wurde dennoch 1941/42 den Bühnen vorübergehend verboten, was wohl in Zusammenhang mit der verlorenen Luftschlacht um England und den zunehmenden Bombardements deutscher Städte stand. Infolge eines Führerbefehls vom 3. Juni 1941 durfte Schillers Schauspiel Wilhelm Tell nicht mehr aufgeführt oder in der Schule behandelt werden. Zuvor als beispielhaftes National- und Führerdrama angesehen, lehnte Hitler das Stück seit 1941 wegen seiner Propagierung des Tyrannenmords und des „Abfalls eines deutschen Stammes vom Reich“ ab; nun nannte er Tell einen „Schweizer Heckenschützen“. 1944 kam es schließlich zum „totalen Kriegseinsatz der Kulturschaffenden“: Alle deutschen und österreichischen Theater wurden mit Ablauf des 31. August 1944 geschlossen und die Beschäftigten aufgefordert, sich einer kriegswichtigen Verwendung zur Verfügung zu stellen. Einzige Ausnahme bildeten wenige Solo-Tourneen prominenter Schauspieler wie Mathias Wiemann, Bernhard Minetti und Will Quadflieg.